# Hydrillodes lophobus
Hydrillodes lophobus là một loài bướm đêm trong họ Noctuidae.